# Pellio Intelvi
Pellio Intelvi es una localidad y comune italiana de la provincia de Como, región de Lombardía, con 1.019 habitantes.

## Evolución demográfica
| Gráfica de evolución demográfica de Pellio Intelvi entre 1861 y 2001 |
|                                                                      |
| Fuente ISTAT - elaboración gráfica de Wikipedia                      |